# Janine Tavernier
Ne doit pas être confondu avec Janine Tavernier (écrivaine).
Pour les articles homonymes, voir Tavernier.
Janine Tavernier, née le 8 septembre 1937 à Limoges et morte le 7 octobre 2018 à Rueil-Malmaison, est une personnalité de la vie civile et politique française, ancienne présidente de l'Union nationale des associations de défense des familles et de l'individu (UNADFI) qui œuvre dans le domaine de la lutte anti-secte.

## Biographie
Janine Tavernier adhère à l'UNADFI en 1984, à la suite de l'adhésion de son mari à la secte Écoovie pendant quatre années.
De 1992 à 2001, Janine Tavernier assure la présidence de l'UNADFI et contribue à lui donner une grande visibilité médiatique. À cette époque, l'opinion publique prend conscience des problèmes de sectes avec les drames successifs de Waco au Texas (secte des Davidiens, 88 morts le 19 avril 1993), Tokyo (secte Aum, attentat dans le métro, 11 morts, 5 000 blessés le 5 mars 2005), et en Suisse, Canada et France (Ordre du Temple solaire en 1994 et 1995). 
Elle a été nommée chevalier de la Légion d'honneur sur le contingent du ministère de la Justice par un décret du 28 mars 1997.
Elle démissionne en 2001, reprochant à l'association d'être sortie de son rôle d'aide aux victimes des sectes pour s'engager dans une véritable « chasse aux sorcières », critique rejetée par Marie Drilhon (présidente de l'ADFI Yvelines et bureau de l'UNADFI). Il lui a été personnellement reproché d'avoir scolarisé ses petits-enfants dans une école Steiner.
En 2006, dans la préface d'un livre de Serge Toussaint, grand maître de l'AMORC (Ancien et mystique ordre des Rose-Croix) intitulé "Secte" sur ordonnance : Les Rose-Croix témoignent, Janine Tavernier dénonce « ce flou, cette imprécision, [qui] font qu'aujourd'hui on est plongé dans la confusion la plus totale. Les choses étant ce qu'elles sont, certains voient des sectes partout. [...] J'ai toujours été sensible aux risques de dérapage que les ADFI elles-mêmes auraient pu commettre. [...] J'ai été choquée un jour lorsque j'ai entendu une personne très impliquée dans la lutte contre les sectes dire avec beaucoup de conviction : “Il faut éradiquer l'idée de Dieu”. ».

## Publications
- 2003 : 20 ans de lutte contre les sectes : Manipulations, embrigadement, enfants en otage, sévices et suicides, l'enfer du décor, Michel Lafon, Neuilly-sur-Seine, 238 p.  (ISBN 2-84098-914-X)
- 2003 : Les sectes, avec Bernard Fillaire, Le Cavalier bleu, coll. « Idées reçues / Économie & société » no 51, Paris, 123 p.  (ISBN 2-84670-054-0)